# Camille Viox
Camille Viox est un homme politique français né le 30 juin 1833 à Lunéville (Meurthe) et décédé le 18 février 1910 à Lunéville.

## Biographie
Fils d'Antoine Viox, député de Meurthe-et-Moselle, il est avocat à Lunéville. Il est élu conseiller municipal de Lunéville en 1874 puis conseiller général du canton de Lunéville-Sud en 1877. Il est député de Meurthe-et-Moselle de 1881 à 1898, siégeant au groupe de l'Union républicaine puis de l'Union des gauches. Il soutient les gouvernements républicains mais ne se représente pas en 1898. Il soutient cependant Raoul Méquillet en 1906 et participe à des réunions de l'Alliance républicaine démocratique.  

## Sources
- « Camille Viox », dans Adolphe Robert et Gaston Cougny, Dictionnaire des parlementaires français, Edgar Bourloton, 1889-1891 [détail de l’édition]
- « Camille Viox », dans le Dictionnaire des parlementaires français (1889-1940), sous la direction de Jean Jolly, PUF, 1960 [détail de l’édition]
- Dir. Jean El Gammal, François Roth et Jean-Claude Delbreil, Dictionnaire des Parlementaires lorrains de la Troisième République, Metz, Serpenoise, 2006 (ISBN 2-87692-620-2, OCLC 85885906, lire en ligne), p. 187